# Trijn Rembrands
Trijn Rembrands, född 1557, död 1638, hjältinna i belägringen av Alkmaar under det nederländska frihetskriget 1573, då hon tjänstgjorde i försvaret som soldat. Gift med tyghandlare Cornelis Reyersz. Hon framhölls av Peter de Lange 1661 som exempel på hur även kvinnorna deltog i kampen för Nederländernas frihet. Hon hyllades offentligt i minnesceremonier 1777 och 1865. Hon är också föremål för en opera, Alkmaar Trijn.